# Rhodostrophia pulverearia
Rhodostrophia pulverearia är en fjärilsart som beskrevs av George Francis Hampson 1903. Rhodostrophia pulverearia ingår i släktet Rhodostrophia och familjen mätare. Inga underarter finns listade.